# John Vereker (6. wicehrabia Gort)
John Standish Surtees Prendergast Vereker, bardziej znany jako Lord Gort (ur. 10 lipca 1886 w Londynie, zm. 31 marca 1946 tamże) – brytyjski marszałek polny (Field Marshal), w latach 1937–1939 naczelny dowódca British Army.

## Dzieciństwo i młodość
John urodził się w starej angielsko-irlandzkiej arystokratycznej rodzinie w Londynie. Większą część swojej młodości spędził w hrabstwie Durham i na wyspie Wight. Uczęszczał do Malvern Link Preparatory School i Harrow School w Londynie. W 1902 odziedziczył po swoim ojcu Johnie Verekerze, tytuł wicehrabiego Gort.

## Kariera wojskowa
W 1904 wstąpił do Royal Military Academy w Woolwich. W lipcu 1905 rozpoczął służbę w elitarnym pułku piechoty Grenadier Guards. Gdy w maju 1910 zmarł król Edward VII, młody porucznik (Lieutenant) wicehrabia Gort dowodził podoficerami Grenadierów Gwardii niosącymi trumnę do katafalku. Za tę usługę otrzymał Królewski Order Wiktoriański. W tym samym roku Gort udał się do Kanady na polowanie na łosie. W trakcie polowania przypadkowo postrzelił śmiertelnie swojego indiańskiego przewodnika. Wywołało to wielki skandal wokół osoby Gorta.
22 lutego 1911 r. Lord Gort ożenił się Corinną Vereker. Mieli troje dzieci: Charlesa w 1912, Joscelyn w 1913 i Jacqueline w 1914. Rozwiedli się w 1925.
3 września 1913 został osobistym adiutantem generała Francisa Lloyda w wojskowym dowództwie Dystryktu Londynu.

### I wojna światowa
Gdy wybuchła I wojna światowa został wysłany do Francji i wziął udział w walkach na froncie zachodnim. W sierpniu 1914 otrzymał awans na kapitana i służył jako oficer sztabowy. W czerwcu 1915 otrzymał brevet majora i został odznaczony Military Cross. Odznaczenie Distinguished Service Order otrzymał w czerwcu 1917, po raz drugi we wrześniu 1917, i po raz trzeci w styczniu 1919. W dniu 27 listopada 1918 otrzymał najwyższe odznaczenie za męstwo w obliczu wroga, Krzyż Wiktorii. Wyróżnienie to otrzymał za swoje czyny z dnia 27 września 1918 podczas bitwy o Canal du Nord. Zyskał wówczas pseudonim „Tiger” (pol. „Tygrys”) Gort.

### Okres międzywojenny
W listopadzie 1919 Gort otrzymał awans na majora. W 1919 przeszedł szkolenie oficerów sztabowych w Staff College w Camberley. W 1921 otrzymał brevet podpułkownika (Lieutenant colonel) i powrócił do Staff College, tym razem jako instruktor – pracował tak do maja 1923. W międzyczasie, od 1922 zaczął zajmować się żeglarstwem. Był członkiem Royal Yacht Squadron i w 1925 wziął udział w wyścigach Fastnet Race z wyspy Wight przez Irlandię do Plymouth. W 1924 poprawił podręcznik szkolenia piechoty. W kwietniu 1926 awansował na pułkownika. W styczniu 1927 pojechał do Szanghaju. Po powrocie w sierpniu do kraju, złożył szczegółowy raport z sytuacji w Chinach ogarniętych wojną z Kuomintangiem. W czerwcu 1928 został mianowany komandorem Orderu Imperium Brytyjskiego. W latach 1930–1932 dowodził elitarną Brygadą Gwardii. W stopniu generała brygady (Brygadier) kierował szkoleniami żołnierzy w Indiach Brytyjskich. W 1932 przeszedł kurs pilotażu i zakupił samolot De Havilland DH.60 Moth. W listopadzie 1935 otrzymał awans na generała dywizji (Major General). W 1936 objął dowództwo nad Staff College w Camberley. W maju 1937 został mianowany kawalerem Orderu Łaźni. We wrześniu 1937 otrzymał awans na generała broni (Lieutenant General) i przeniesienie na stanowisko wojskowego sekretarza ministra wojny Lesliego Hore-Belishy. Gdy w grudniu 1937 Hore-Belisha przeprowadził czystkę wyższych oficerów armii, Gort otrzymał awans na generała (general) i został powołany do Rady Armii.

### Naczelny dowódca British Army
Od 6 grudnia 1937 do 3 września 1939 pełnił obowiązki naczelnego dowódcy British Army. Jako głównodowodzący armii Gort uznawał za swój priorytet rozbudowę sił lądowych oraz obronę Francji i Niderlandów. Rozumiał, że strategicznym interesem Imperium Brytyjskiego jest powstrzymanie ewentualnej niemieckiej ofensywy właśnie na tym terenie, ponieważ Francja nie była w stanie samodzielnie obronić się przed III Rzeszą. 1 stycznia 1938 został mianowany komandorem Orderu Łaźni. Po Anschlussie Austrii i zajęciu Kraju Sudetów, Gort przeprowadził dokładną analizę British Army i jej przygotowania do następnej wojny. Swój raport przedstawił 2 grudnia 1938. Zauważył w nim, że brytyjska armia nie posiada niezbędnych sił do obrony Francji. 21 grudnia zlecił swojemu sztabowi opracowanie planów obrony Francji, Holandii i Belgii. Uznał, że Wielka Brytania potrzebuje w tym celu kompletnie wyposażonych czterech regularnych dywizji piechoty i dwóch dywizji pancernych.

### II wojna światowa
3 września 1939 Wielka Brytania przystąpiła do II wojny światowej. Gort objął dowództwo nad Brytyjskim Korpusem Ekspedycyjnym i 16 września przyjechał do Francji. Po dziwnej wojnie, 10 maja 1940 Niemcy rozpoczęli kampanię francuską. Niemieckie dywizje pancerne śmiałym manewrem przejścia przez góry Ardeny zaskoczyły aliantów. Ominęły w ten sposób fortyfikacje linii Maginota oraz belgijskie bunkry i umocnienia nad Mozą, wychodząc na tyły wojsk alianckich. Doprowadziło to do podjęcia decyzji o ewakuacji Brytyjskiego Korpusu Ekspedycyjnego z Dunkierki (operacja Dynamo). Wielu obarczyło Gorta winą za klęskę, mówiąc, że nie podjął właściwych decyzji i nie współpracował z Francuzami przy organizacji kontrataku na szeroką skalę. Jednak porażka Gorta była wynikiem polityki oszczędności brytyjskiego rządu, który nie wysłał do Francji wystarczająco dużych sił. 1 czerwca 1940 Gort przekazał dowództwo gen. Haroldowi Alexandrowi i powrócił do Anglii. 25 czerwca razem z Duff Cooperem udał się latającą łodzią do Rabatu w Maroku Francuskim. Podjęli oni próbę ewakuowania francuskich anty-nazistowskich ministrów do Wielkiej Brytanii. Misja ta zakończyła się jednak częściowym powodzeniem.
Po klęsce we Francji Gort otrzymał stanowisko inspektora szkolenia Gwardii Narodowej. Pełniąc te obowiązki wielokrotnie odwiedzał Irlandię, Orkady i Szetlandy. W latach 1941–1942 był gubernatorem Gibraltaru. Wbrew opinii rządu brytyjskiego podjął decyzję o rozbudowie lotniska w Gibraltarze. Później, gdy lotnisko okazało się niezwykle ważne, podziękowano mu za tę decyzję. W latach 1942–1944 był gubernatorem Malty. Za odwagę podczas oblężenia wyspy, mieszkańcy Malty nadali mu Honorowy Miecz. 20 czerwca 1943 otrzymał awans na marszałka polnego (Field Marshal). 29 września wraz z gen Dwightem Eisenhowerem i Haroldem Alexander odebrał w porcie Valletta kapitulację wojsk włoskich podpisaną przez Pietra Badoglio.
1 listopada 1944 objął urząd wysokiego komisarza Palestyny. W 1945 powołał Williama Fitzgeralda na stanowisko szefa sprawiedliwości Palestyny i powierzył mu zadanie zbadania konfliktu izraelsko-arabskiego w Jerozolimie. Raport zalecił podzielenie miasta na odrębne dzielnice żydowskie i arabskie. 5 listopada 1945 Gort ustąpił ze stanowiska ze względu na zły stan zdrowia. Kilkanaście dni później zemdlał podczas spotkania z marszałkami Alanem Brooke i Bernardem Montgomery. Został następnie przewieziony do Londynu, gdzie rozpoznano raka.
Zmarł w 1946 w Londynie.

## Awanse
- porucznik (Lieutenant) – 16.08.1905
- kapitan (Captain) – 29.08.1914
- major (Major) – 14.11.1919
- podpułkownik (Lieutenant-Colonel) – 1921 (tymczasowo)
- pułkownik (Colonel) – 27.04.1926
- generał brygady (Brigadier) – 14.11.1932
- generał major (Major-General) – 25.11.1935
- generał porucznik (Lieutenant-General) – 24.09.1937
- generał (General) – 06.12.1937
- marszałek polny (Field Marshal) – 01.01.1943

## Odznaczenia
| - Królewski Order Wiktoriański (1910) - King George V Coronation Medal (1911) - Military Cross (1915) - Distinguished Service Order i Distinguished Service Order and Bar (1917) - Krzyż Wiktorii (1918) - Distinguished Service Order and Two Bars (1919) - 1914–15 Star - British War Medal (1919) | - Medal Zwycięstwa - Order Imperium Brytyjskiego (1928) - Krzyż Wielki Orderu Łaźni (1940) - 1939–1945 Star - Africa Star - Defence Medal - War Medal 1939–1945 |